# CJ 에이브럼스

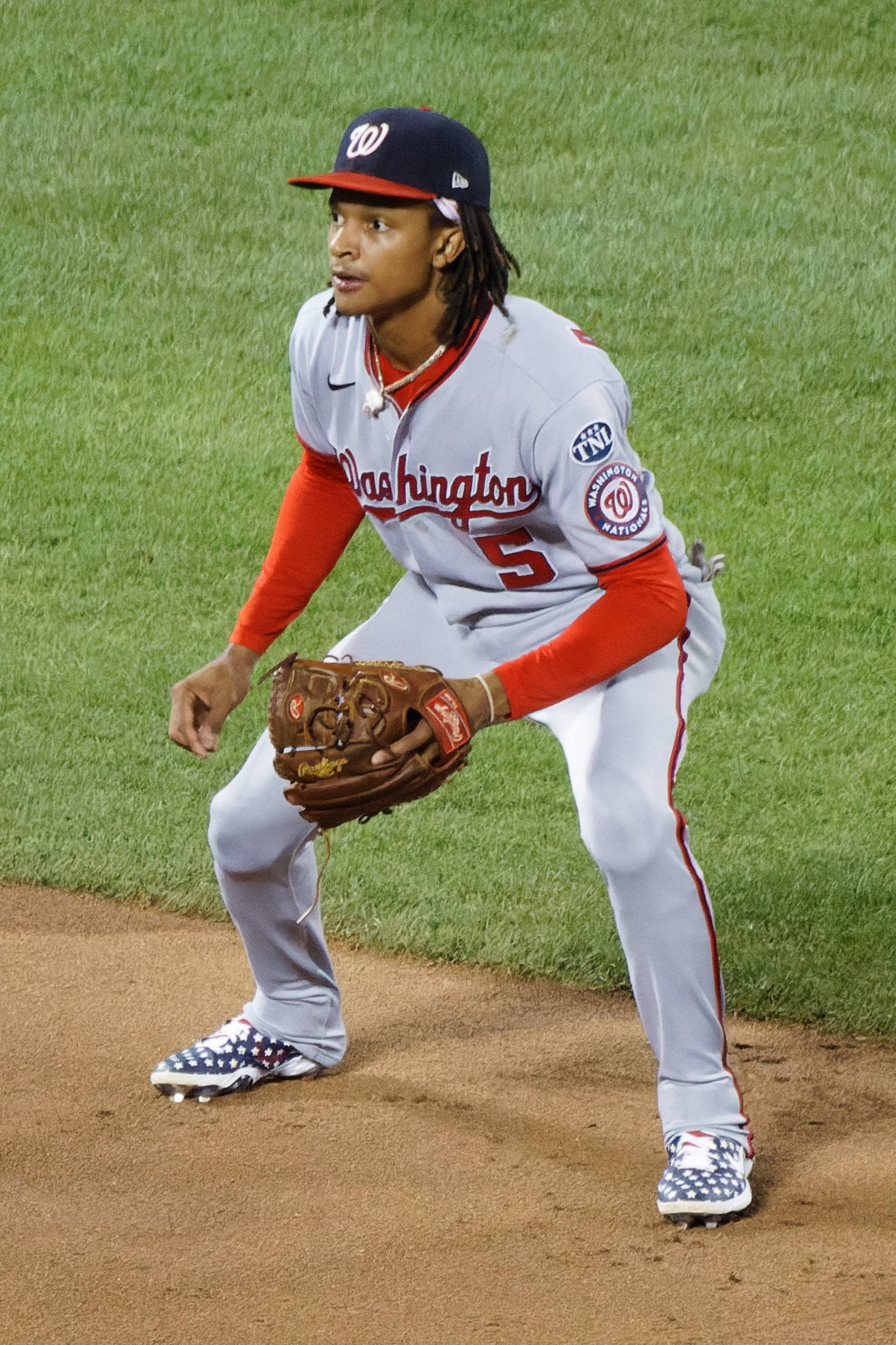
2023년 모습

CJ 에이브럼스(CJ Abrams, 본명: 폴 크리스토퍼 에이브럼스 주니어, Paul Christopher Abrams Jr., 2000년 10월 3일 ~ )는 미국 프로 야구 메이저 리그 베이스볼(MLB) 워싱턴 내셔널스의 유격수이다. 2022년 샌디에이고 파드리스에서 MLB 데뷔를 했다.

## 아마추어 경력
에이브럼스는 조지아주 로스웰에 있는 블레스드 트리니티 카톨릭 고등학교(Blessed Trinity Catholic High School)에 다녔다. 2018년에는 U-18 범미 선수권 대회에 미국 대표팀으로 출전했다. 2019년 4학년 때 타율 .431, 3홈런, 27타점(타점)을 기록한 뒤 올해의 조지아 게토레이 야구 선수로 선정됐다. 앨라배마 대학교에서 대학 야구를 하기로 결심했다.